# 斯特林巴山
48°26′17″N 23°48′11″E / 48.43806°N 23.80306°E

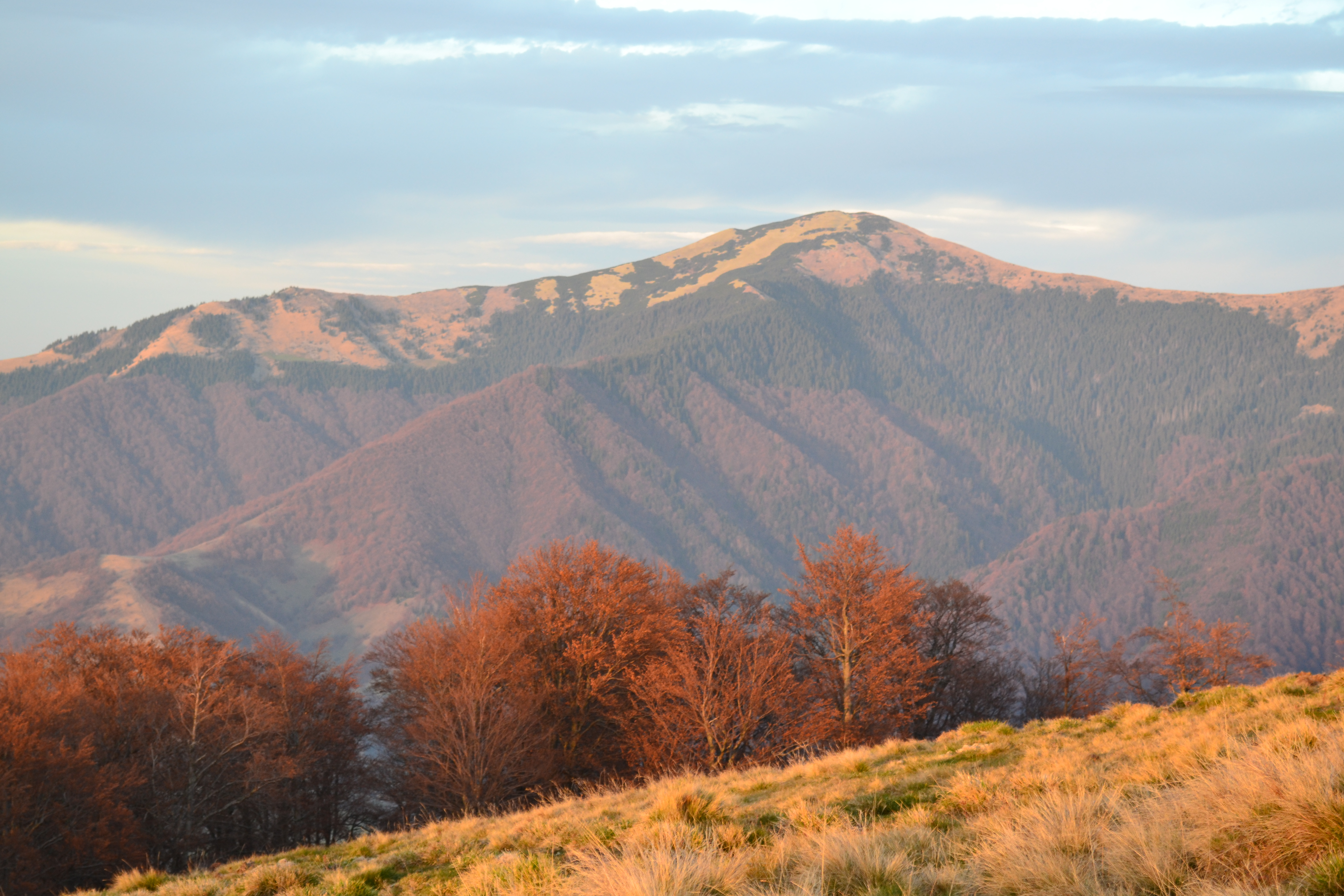

斯特林巴山是烏克蘭的山峰，位於該國西部外喀爾巴阡州，屬於烏克蘭喀爾巴阡山脈中戈爾加內山脈的一部分，海拔高度1,719米。